# Liste von Bergbauwanderwegen und Bergbaulehrpfaden
Bergbaulehrpfade oder Bergbauwanderwege sind Lehrpfade, die Informationen über Relikte und Standorte des Bergbaus einer Ortschaft oder Gegend vermitteln. Teilweise wird auch die lokale Industriegeschichte behandelt.

## Liste

### Deutschland

#### Nordrhein-Westfalen
- Bergbauwanderweg Ramsbeck, Bestwig
- Bergbauwanderweg Bochum-Süd, Bochum
- Bergbauwanderweg Dahlhausen, Bochum
- Bergbauwanderweg Wattenscheid, Bochum
- Syburger Bergbauweg, Dortmund
- Bergbaulehrpfad Kissinger Höhe, Hamm
- Bergbauwanderweg Holzwickede, Holzwickede
- Bergbauwanderweg Niederrhein, Neukirchen-Vluyn – Kamp-Lintfort – Moers – Duisburg-Hochheide – Duisburg-Rheinhausen
- Deutschland-Bergbauwanderweg und Spur der Kohle, Sprockhövel
- Herzkämper-Mulde-Weg, Sprockhövel
- Bergbauwanderweg Alte Haase, Sprockhövel
- Bergbauwanderweg Muttental, Witten

#### Sachsen
- Schneeberger Floßgraben, Albernau, Aue-Bad Schlema[1]
- Bergbaulehrpfad Flößgraben, Annaberg[1]
- Bergbaulehrpfad Pöhlberg, Annaberg[1]
- Bergbaulehrpfad am Heidelsberg, Weißerdenzeche St. Andreas, Aue[1]
- Bergbaulehrpfad Buchholzer Wald, Buchholz
- Natur- und Bergbaulehrpfad „Zum Hohen Forst“, Burkersdorf b. Kirchberg
- Bergbaulehrpfad Carlsfeld, Carlsfeld
- Bergbaulehrpfad Frohnau, Frohnau
- Bergbaulehrpfad Greifenbachtal, bei Ehrenfriedersdorf[2]
- Bergbaulehrpfad "Silberstraße", bei Ehrenfriedersdorf[3]
- Bergbaulehrpfad Grüner Graben, Eibenstock[1]
- Eibenstocker Bergbau- und Seifenlehrpfad, Eibenstock[1]
- Grabentour bei Freiberg, Freiberg
- Bergbaulehrpfad Johanngeorgenstadt, Johanngeorgenstadt
- Frohnauer Rundweg, Frohnau[1]
- Bergbaupfad Mildenau, Mildenau
- Bergbaulehrpfad rund um den Kuttengrund, Lößnitz[1]
- Bergbauwanderweg Nossen–Siebenlehn, Nossen und Siebenlehn
- Geologischer Lehrpfad Oberwiesenthal–Kretscham-Rothensehma, Oberwiesenthal[1]
- Steinkohlenweg, Oelsnitz/Erzgeb.[4]
- Bergbaulehrpfad Pöhla-Rittersgrün, Pöhlbachtal[1]
- Bergbaulehrpfad Roßwein, Roßwein
- Bergbau- und Sanierungslehrpfad, Bad Schlema[1]
- Bergbaulehrpfad Schneeberg-Neustädtel
- Bergbauwanderung Kottenheide, Schöneck[5]
- Bergbauwanderung Streugrün, Schöneck[5]
- Bergbauwanderung Görnitzbachtal, Schöneck[5]
- Bergbaulehrpfad Baumannsgraben, Schwarzenberg
- Bergbaulehrpfad Fröbesteig, Schwarzenberg[1]
- Bergbaulehrpfad „Rother Berg“, Schwarzenberg[1]
- Bergbaulehrpfad „Roter Löwe“, Schwarzenberg, OT Heide/Morgenleithe[1]
- Bergbaulehrpfad Schedewitz–Oberhohndorf, Zwickau
- Bergbaulehrpfad Bockwa, Zwickau

#### Baden-Württemberg
- Bergbaulehrpfad Spiegelberg-Jux, Spiegelberg[6]
- Wasseralfinger Bergbaupfad

#### Bayern
- Sulzbacher Bergbaupfad, Sulzbach

#### Hessen
- Archäologischer Wanderweg am Eisenberg, Neuenstein, Hessen

#### Saarland
- Saarländische Bergbaustraße

#### Sachsen-Anhalt
- Bergbaulehrpfad Büchenberg, Elbingerode[7]

#### Thüringen
- Bergbauwanderweg Goldlauter, Suhl

#### Sonstige
- Bergbaulehrpfad Grube Holzappel, Diez

- Bergbaulehrpfad Lautenthal, Lautenthal[8]

- Bergbaulehrpfad Oberellenbach, Oberellenbach[9]
- Bergbau-Rundweg Penzberg, Penzberg[10]

- Bergbaulehrpfad Stedtfeld, Stedtfeld
- Straßberger Bergbaulehrpfade, Straßberg[11]

- Natur- und Bergbaulehrpfad Tilkerode, Tilkerode[12]
- Geologie- und Bergbaulehrpfad Trusetal, Trusetal[13]
- Bergbaulehrpfad Wettelrode, am Röhrigschacht Wettelerode[14]

### Österreich
- Knappenweg am Hüttenberger Erzberg, Kärnten
- Themenwege-Netz in der Eisenwurzen, Niederösterreich

### Tschechien-Deutschland
- Grenzüberschreitender Bergbaulehrpfad,  Krupka – Geising – Altenberg – Zinnwald – Cínovec – Dubí
- Deutsch-tschechischer Bergbaulehrpfad Olbernhau–Deutschkatharinenberg, Olbernhau[15][16]
- Bergbaulehrpfad Marienberg – Most[17]

### Tschechien
- Bergbaulehrpfad am Pingenzug, Bílý Kámen
- Zuckmanteler Bergbaulehrpfad, Zlaté Hory